# Decaschistia intermedia
Decaschistia intermedia là một loài thực vật có hoa trong họ Cẩm quỳ. Loài này được Craib mô tả khoa học đầu tiên năm 1915.